# Boro (Selorejo)
Boro is een bestuurslaag in het regentschap Blitar van de provincie Oost-Java, Indonesië. Boro telt 3994 inwoners (volkstelling 2010).